# Pihuamo
Pihuamo è un comune del Messico, situato nello stato di Jalisco.